# Monte della Scindarella
De Monte della Scindarella is een berg in de Italiaanse regio Abruzzo. De top ligt nabij de hoogste berg van de Apennijnen; de Corno Grande, ten zuiden van de immense hoogvlakte Campo Imperatore. De Monte della Scindarella is eenvoudig in een uur te bereiken vanaf de Sella di Pratoriscio. Gedurende het winterseizoen wordt er volop geskied op de westelijke hellingen van de berg.